# Parafia greckokatolicka św. Jana Chryzostoma w Polanach
Parafia greckokatolicka św. Jana Chryzostoma w Polanach – parafia greckokatolicka w Polanach, w dekanacie sanockim archieparchii przemysko-warszawskiej. Reaktywowana w 1991.